# گوریاچیی کلیوچ
شهر گوریاچی کلیوچ (به روسی: Горячий Ключ) در کشور روسیه و در کرای کراسنودار واقع شده‌است.